# Riccordia bracei
La esmeralda de Brace (Riccordia bracei) es una especie de ave apodiforme de la familia Trochilidae —los colibríes—, perteneciente al género Riccordia, anteriormente situada en el género Chlorostilbon, considerada extinta, que era endémica de la isla principal de las Bahamas, Nueva Providencia.

## Descripción
Su tamaño era de 9,5 cm, longitud de ala de 11,4 cm y longitud de cola de unos 2,7 cm. El pico era ligeramente curvado y de punta cónica. Las patas eran negras. La parte posterior era de un tono verde bronce con un brillo dorado. La cabeza era del color de la parte posterior con la ausencia del brillo. Detrás de los ojos tenía una mancha blanca. La garganta brillaba con un color azul y tonos de color verde. El abdomen tenía plumas verdes con puntas gris ceniza. Las alas tenían un tono púrpura. Las rectrices verdosas. La región infracaudal (zona que rodeaba la abertura cloacal) era gris con un tono canela débil en los bordes.

## Historia taxonómica y extinción
Durante más de cien años el ave solo era conocida por un espécimen macho que recibió un disparo por el coleccionista de aves Lewis Jones Knight Brace el 13 de julio de 1877 en torno a tres millas (4,8 km) de distancia de Nasáu en el interior de Nueva Providencia, y que fue descrita por el ornitólogo estadounidense George Newbold Lawrence en 1877 con el nombre científico Sporadinus bracei. La piel de la garganta estaba muy dañada, la cual ahora está en el Instituto Smithsoniano en Washington. Este pequeño colibrí fue siempre ignorado por los expertos. En 1880 estaba en una lista sin comentarios aparte de sinónimo de la esmeralda cubana (Chlorostilbon ricordii). Hasta la década de 1930 la situación única del holotipo ni siquiera se reconocía o se veía como un espécimen errante de la esmeralda cubana que haya volando a Nueva Providencia. El ornitólogo estadounidense James Bond fue el primero en hablar de las diferencias entre C. ricordii y C. bracei. En 1945 se dividió a C. ricordii y considerando C. bracei como una nueva subespecie. En contraste con la esmeralda cubana la muestra de Nueva Providencia era más pequeña, tenía un pico más largo y un plumaje diferente. En 1982 los paleornitólogos William Hilgartner y Storrs Lovejoy Olson descubrieron restos fósiles de tres especies de colibríes del Pleistoceno en los depósitos en una cueva de Nueva Providencia. Estos fueron el colibrí de Bahamas, Calliphlox evelynae, Chlorostilbon ricordii y una especie que más tarde fue identificado como Chlorostilbon bracei. Esta fue la evidencia de que Brace había descubierto una nueva especie de colibrí que vivía en Nueva Providencia desde el Pleistoceno. Se formó un relicto de la población y, probablemente, debido a la pérdida de hábitat y la perturbación humana (por ejemplo, la agricultura) se extinguió a finales del siglo XIX.

### Etimología
El nombre genérico femenino «Riccordia» proviene del nombre específico Ornismya ricordii cuyo epíteto «ricordii» conmemora al médico y naturalista francés Alexandre Ricord (nacido en 1798); y el nombre de la especie «bracei» conmemora al recolector y botánico estadounidense residente en las Bahamas Lewis Jones Knight Brace (1852–1938).

### Taxonomía
La presente especie estaba anteriormente situada en el género Chlorostilbon. Un estudio genético-molecular de McGuire et al. (2014) demostró que Chlorostilbon era polifilético. En la clasificación propuesta para crear un grupo monofilético, algunas especies fueron transferidas al género resucitado Riccordia. Las dos especies consideradas extintas Chlorostilbon elegans y C. bracei no fueron incluidas en el estudio y, por lo tanto, su colocación en Riccordia es incierta.